# US Open de 2012
O US Open de 2012 foi um torneio de tênis disputado nas quadras duras do USTA Billie Jean King National Tennis Center, no Flushing Meadows-Corona Park, no distrito do Queens, em Nova York, nos Estados Unidos, entre 27 de agosto e 10 de setembro. Corresponde à 45ª edição da era aberta e à 132ª de todos os tempos.
Novak Djokovic e Samantha Stosur eram os atuais campeões em simples. Ambos falharam na defesa de seus títulos. Stosur teve uma derrota apertada para a número 1 do mundo, Victoria Azarenka, nas quartas de final, enquanto que Djokovic caiu na final para Andy Murray. Murray se tornou o primeiro britânico a ganhar um título de Grand Slam desde Fred Perry, em 1936, e o primeiro homem a ganhar a medalha de ouro nos Jogos Olímpicos e o título do US Open no mesmo ano. Na chave feminina, Serena Williams ganhou seu quarto US Open, o primeiro desde 2008, derrotando Victoria Azarenka na final.

## Pontuação e premiação

### Distribuição de pontos
ATP e WTA informam suas pontuações em Grand Slam, distintas entre si, em simples e em duplas. A ITF responde exclusivamente pelos juvenis.
Devido aos Jogos Paralímpicos de Verão de 2012, não haverá, desta vez, o Grand Slam norte-americano no circuito de cadeirantes para simples e duplas, masculino e feminino, e para tetraplégicos.
Considerado torneio amistoso, o de duplas mistas não gera pontos.
No juvenil, os simplistas jogam duas fases de qualificatório, mas só os que passam à chave principal pontuam. Em duplas, a pontuação é por jogador. Os campeões de ambas modalidades recebem pontos adicionais de bônus (os valores da tabela já somam as duas pontuações).

#### Profissional
| Evento            | V    | F    | SF  | QF  | R16 | R32 | R64 | R128 | Q  | Q3 | Q2 | Q1 |
| Simples masculino | 2000 | 1200 | 720 | 360 | 180 | 90  | 45  | 10   | 25 | 16 | 8  | 0  |
| Duplas masculinas | 2000 | 1200 | 720 | 360 | 180 | 90  | 0   | —    | —  | —  | —  | —  |
| Simples feminino  | 2000 | 1400 | 900 | 500 | 280 | 160 | 100 | 5    | 60 | 50 | 40 | 2  |
| Duplas femininas  | 2000 | 1400 | 900 | 500 | 280 | 160 | 5   | —    | —  | —  | —  | —  |

#### Juvenil
| Evento            | V   | F   | SF  | QF | R16 | R32 | R64 | Q  | Q2 | Q1 |
| Simples Masculino | 500 | 180 | 120 | 80 | 50  | 30  | 25* | 20 | 0  | 0  |
| Simples Feminino  | 500 | 180 | 120 | 80 | 50  | 30  | 25* | 20 | 0  | 0  |
| Duplas Masculinas | 360 | 120 | 80  | 50 | 30  | 0   | —   | —  | —  | —  |
| Duplas Femininas  | 360 | 120 | 80  | 50 | 30  | 0   | —   | —  | —  | —  |

### Premiação
A premiação geral aumentou 7,6% em relação a 2011. Os títulos de simples tiveram um acréscimo de US$ 100.000 cada.
O US Open possui o mesmo número de participantes - 128 - nas chaves do qualificatório masculino e feminino, o que não acontece nos outros Slam. Os valores para duplas são por par. Diferentemente da pontuação, não há recompensa aos vencedores do qualificatório.
| Evento        | V             | F           | SF          | QF          | Últimos 16  | Últimos 32 | Últimos 64 | Últimos 128 | Q3        | Q2        | Q1        |
| Contemplados  | 1             | 1           | 2           | 4           | 8           | 16         | 32         | 64          | 16        | 32        | 64        |
| Simples (2)   | US$ 1.900.000 | US$ 950.000 | US$ 475.000 | US$ 237.500 | US$ 120.000 | US$ 65.000 | US$ 37.000 | US$ 23.000  | US$ 8.638 | US$ 5.775 | US$ 3.000 |
| Duplas (2)    | US$ 420.000   | US$ 210.000 | US$ 105.000 | US$ 50.000  | US$ 26.000  | US$ 16.000 | US$ 11.000 | —           | —         | —         | —         |
| Duplas mistas | US$ 150.000   | US$ 70.000  | US$ 30.000  | US$ 15.000  | US$ 10.000  | US$ 5.000  | —          | —           | —         | —         | —         |

Outros eventos: US$ 200.000
Total dos eventos: US$ 24.254.016
Per diem (estimado): US$ 1.272.000
Total da premiação: US$ 25.525.016

### Premiação extra
O US Open Series é a série de torneios preparatórios para o Grand Slam norte-americano. A campanha dos tenistas de simples gera pontos. Os três maiores pontuadores, de ambos os gêneros, asseguram o direito de ganhar um prêmio extra em dinheiro, dependendo de seus desempenhos em Nova York, de acordo com a tabela abaixo.
| US Open Series de 2012 | US Open Series de 2012 | US Open Series de 2012 | US Open Series de 2012 | US Open Series de 2012 | US Open Series de 2012 | US Open Series de 2012 | US Open Series de 2012 | US Open Series de 2012 | US Open Series de 2012 | US Open Series de 2012 |
| --- | ---------------------- | ---------------------- | ---------------------- | ---------------------- | ---------------------- | ---------------------- | ---------------------- | ---------------------- | ---------------------- | ---------------------- |
| Torneios participantes: Atlanta, Los Angeles, Washington, Toronto, Cincinnati e Winston-Salem (ATP); Stanford, Carlsbad, Washington, Montreal, Cincinnati e New Haven (WTA) |                        |                        |                        |                        |                        |                        |                        |                        |                        |                        |
| Posição/Fase | V                      | F                      | SF                     | QF                     | 4ª fase                | 3ª fase                | 2ª fase                | 1ª fase                | Premiados              | Premiados              |
| 1º lugar | US$ 1.000.000          | US$ 500.000            | US$ 250.000            | US$ 125.000            | US$ 70.000             | US$ 40.000             | US$ 25.000             | US$ 15.000             | Novak Djokovic         | US$ 500.000            |
| 1º lugar | US$ 1.000.000          | US$ 500.000            | US$ 250.000            | US$ 125.000            | US$ 70.000             | US$ 40.000             | US$ 25.000             | US$ 15.000             | Petra Kvitová          | US$ 70.000             |
| 2º lugar | US$ 500.000            | US$ 250.000            | US$ 125.000            | US$ 62.500             | US$ 35.000             | US$ 20.000             | US$ 12.500             | US$ 7.500              | John Isner             | US$ 20.000             |
| 2º lugar | US$ 500.000            | US$ 250.000            | US$ 125.000            | US$ 62.500             | US$ 35.000             | US$ 20.000             | US$ 12.500             | US$ 7.500              | Li Na                  | US$ 20.000             |
| 3º lugar | US$ 250.000            | US$ 125.000            | US$ 62.500             | US$ 31.250             | US$ 17.500             | US$ 10.000             | US$ 6.250              | US$ 3.750              | Sam Querrey            | US$ 10.000             |
| 3º lugar | US$ 250.000            | US$ 125.000            | US$ 62.500             | US$ 31.250             | US$ 17.500             | US$ 10.000             | US$ 6.250              | US$ 3.750              | Dominika Cibulková     | US$ 10.000             |

## Finais

### Profissional
| Categoria | Evento    | Campeã(s)(o/ões)                | Vice-campeã(s)(o/ões)            | Resultado               | Chave(s)  | Chave(s)       |
| --------- | --------- | ------------------------------- | -------------------------------- | ----------------------- | --------- | -------------- |
| Simples   | Masculino | Andy Murray                     | Novak Djokovic                   | 7–6, 7–5, 2–6, 3–6, 6–2 | principal | qualificatório |
| Simples   | Feminino  | Serena Williams                 | Victoria Azarenka                | 6–2, 2–6, 7–5           | principal | qualificatório |
| Duplas    | Masculino | Bob Bryan Mike Bryan            | Leander Paes Radek Štěpánek      | 6–3, 6–4                | principal | principal      |
| Duplas    | Feminino  | Sara Errani Roberta Vinci       | Andrea Hlaváčková Lucie Hradecká | 6–4, 6–2                | principal | principal      |
| Duplas    | Misto     | Ekaterina Makarova Bruno Soares | Květa Peschke Marcin Matkowski   | 6–7, 6–1, [12–10]       | principal | principal      |

### Juvenil
| Categoria | Evento    | Campeã(s)(o/ões)                     | Vice-campeã(s)(o/ões)          | Resultado        | Chave(s)  | Chave(s)       |
| --------- | --------- | ------------------------------------ | ------------------------------ | ---------------- | --------- | -------------- |
| Simples   | Masculino | Filip Peliwo                         | Liam Broady                    | 6–2, 2–6, 7–5    | principal | qualificatório |
| Simples   | Feminino  | Samantha Crawford                    | Anett Kontaveit                | 7–5, 6–3         | principal | qualificatório |
| Duplas    | Masculino | Kyle Edmund Frederico Ferreira Silva | Nick Kyrgios Jordan Thompson   | 5–7, 6–4, [10–6] | principal | principal      |
| Duplas    | Feminino  | Gabrielle Andrews Taylor Townsend    | Belinda Bencic Petra Uberalová | 6–3, 6–4         | principal | principal      |